# Dayle Coleing
Dayle Coleing (ur. 23 października 1996 w Gibraltarze) – gibraltarski piłkarz, występujący na pozycji bramkarza w gibraltarskim klubie Lincoln Red Imps F.C. oraz w reprezentacji Gibraltaru.

## Kariera[2][3]
| Klub                        | Miasto      | Debiut                                                     | Sukcesy                                                     | Mecze w międzynarodowych pucharach | Liga                      |
| --------------------------- | ----------- | ---------------------------------------------------------- | ----------------------------------------------------------- | --- | ------------------------- |
| Lincoln Red Imps F.C.       | Gibraltar   | 18 kwietnia 2015 FC Britannia XI 0:7 Lincoln Red Imps F.C. | - Mistrz Gibraltaru 2022 i 2023                             | Slovan Bratysława 2:0 Lincoln Red Imps F.C. Lincoln Red Imps F.C. 0:4 FC Kopenhaga PAOK Saloniki 2:0 Lincoln Red Imps F.C. KF Shkupi 3:0 Lincoln Red Imps F.C. 2:0 KF Shkupi Toboł Kustanaj 2:0 Lincoln Red Imps F.C. 0:1 Toboł Kustanaj | Gibraltar National League |
| Manchester 62 F.C.          | Gibraltar   | 19 grudnia 2015 St Joseph’s F.C. 2:0 Manchester 62 F.C.    | –                                                           | – | Gibraltar National League |
| 'Thackley A.F.C             | Bradford    | ?                                                          | –                                                           | – | ?                         |
| 'Liversedge F.C.            | Cleckheaton | ?                                                          | –                                                           | – | ?                         |
| Leeds Trinity (uniwersytet) | Leeds       | ?                                                          | –                                                           | – | ?                         |
| Gibraltar Phoenix F.C.      | Gibraltar   | –                                                          | –                                                           | – | Gibraltar National League |
| Europa FC                   | Gibraltar   | 20 sierpnia 2018 Glacis United F.C. 0:0 Europa FC          | - Superpuchar Gibraltaru 2019 - Puchar Gibraltaru 2018/2019 | Europa FC 4:0 UE Sant Julià Europa FC 0:0 Legia Warszawa 3:0 Europa FC | Gibraltar National League |
| Glentoran F.C.              | Belfast     | 20 sierpnia 2020 Glentoran F.C. 1:0 HB Tórshavn            | –                                                           | Glentoran F.C. 1:0 HB Tórshavn Motherwell FC 5:1 Glentoran F.C. 1:1 The New Saints 2:0 Glentoran F.C. | NIFL Premiership          |

## Statystyki reprezentacyjne[4]
(aktualne na dzień 19 kwietnia 2023)
| Występy i gole w reprezentacji | Występy i gole w reprezentacji | Występy i gole w reprezentacji | Występy i gole w reprezentacji | Występy i gole w reprezentacji | Występy i gole w reprezentacji | Występy i gole w reprezentacji | Występy i gole w reprezentacji | Występy i gole w reprezentacji       |
| Lp.                            | Data                           | Miasto                         | Przeciwnik                     | Wynik                          | Czas                           | Gole                           | Inne                           | Rozgrywki                            |
| ------------------------------ | ------------------------------ | ------------------------------ | ------------------------------ | ------------------------------ | ------------------------------ | ------------------------------ | ------------------------------ | ------------------------------------ |
| 1.                             | 05.09.2019                     | Gibraltar                      | Dania                          | 0:6 (0:2)                      | 1'–90'                         |                                |                                | Eliminacje do Mistrzostw Europy 2020 |
| 2.                             | 08.09.2019                     | Sion                           | Szwajcaria                     | 0:4 (0:3)                      | 1'–25'                         |                                | kontuzja                       | Eliminacje do Mistrzostw Europy 2020 |
| 3.                             | 10.10.2019                     | Prisztina                      | Kosowo                         | 0:1 (0:0)                      | 46'–77'                        |                                | 58' kontuzja                   | mecz towarzyski                      |
| 4.                             | 18.11.2019                     | Gibraltar                      | Szwajcaria                     | 1:6 (0:1)                      | 1'–90'                         |                                |                                | Eliminacje do Mistrzostw Europy 2020 |
| 5.                             | 05.09.2020                     | Gibraltar                      | San Marino                     | 1:0 (1:0)                      | 1'–90'                         |                                |                                | Liga Narodów UEFA 2020/2021          |
| 6.                             | 14.11.2020                     | Serravalle                     | San Marino                     | 0:0                            | 1'–90'                         |                                |                                | Liga Narodów UEFA 2020/2021          |
| 7.                             | 17.11.2020                     | Gibraltar                      | Liechtenstein                  | 1:1 (1:1)                      | 1'–90'                         |                                |                                | Liga Narodów UEFA 2020/2021          |
| 8.                             | 24.03.2021                     | Gibraltar                      | Norwegia                       | 0:3 (0:2)                      | 1'–90'                         |                                |                                | Eliminacje do Mistrzostw Świata 2022 |
| 9.                             | 30.03.2021                     | Gibraltar                      | Holandia                       | 0:7 (0:1)                      | 1'–73'                         |                                | kontuzja                       | Eliminacje do Mistrzostw Świata 2022 |
| 10.                            | 04.06.2021                     | Lublana                        | Słowenia                       | 0:6 (0:4)                      | 1'–90'                         |                                |                                | mecz towarzyski                      |
| 11.                            | 07.06.2021                     | Andora                         | Andora                         | 0:0                            | 1'–90'                         |                                |                                | mecz towarzyski                      |
| 12.                            | 01.09.2021                     | Ryga                           | Łotwa                          | 1:3 (0:0)                      | 1'–90'                         |                                |                                | Eliminacje do Mistrzostw Świata 2022 |
| 13.                            | 04.09.2021                     | Gibraltar                      | Turcja                         | 0:3 (0:0)                      | 1'–90'                         |                                |                                | Eliminacje do Mistrzostw Świata 2022 |
| 14.                            | 13.11.2021                     | Stambuł                        | Turcja                         | 0:6 (0:3)                      | 1'–90'                         |                                |                                | Eliminacje do Mistrzostw Świata 2022 |
| 15.                            | 16.11.2021                     | Gibraltar                      | Łotwa                          | 1:3 (1:1)                      | 1'–90'                         |                                |                                | Eliminacje do Mistrzostw Świata 2022 |
| 16.                            | 02.06.2022                     | Tbilisi                        | Gruzja                         | 0:4 (2:0)                      | 1'–90'                         |                                |                                | Liga Narodów UEFA 2022/2023          |
| 17.                            | 05.06.2022                     | Gibraltar                      | Macedonia Północna             | 0:2 (0:1)                      | 1'–90'                         |                                |                                | Liga Narodów UEFA 2022/2023          |
| 18.                            | 09.06.2022                     | Gibraltar                      | Bułgaria                       | 1:1 (0:1)                      | 1'–90'                         |                                | 85'                            | Liga Narodów UEFA 2022/2023          |
| 19.                            | 23.09.2022                     | Razgrad                        | Bułgaria                       | 1:5 (1:2)                      | 1'–90'                         |                                |                                | Liga Narodów UEFA 2022/2023          |
| 20.                            | 16.11.2022                     | Gibraltar                      | Liechtenstein                  | 2:0 (2:0)                      | 1'–90'                         |                                |                                | mecz towarzyski                      |
| 21.                            | 19.11.2022                     | Gibraltar                      | Andora                         | 1:0 (1:0)                      | 1'–90'                         |                                |                                | mecz towarzyski                      |
| 22.                            | 24.03.2023                     | Gibraltar                      | Grecja                         | 0:3 (0:2)                      | 1'–90'                         |                                |                                | Eliminacje do Mistrzostw Europy 2024 |
| 23.                            | 27.03.2023                     | Rotterdam                      | Holandia                       | 0:3 (0:1)                      | 1'–90'                         |                                |                                | Eliminacje do Mistrzostw Europy 2024 |

## Sukcesy[5]

### Klubowe
(aktualne na 19 kwietnia 2023)
- Mistrz Gibraltaru 2022 i 2023
- Superpuchar Gibraltaru 2019
- Puchar Gibraltaru 2018/2019

### Reprezentacyjne
brak większych sukcesów